# Dundee United Football Club 2010-2011
Questa voce raccoglie le informazioni riguardanti il Dundee United Football Club nelle competizioni ufficiali della stagione 2010-2011.

## Stagione
- In Scottish Premier League il Dundee United si classifica al 4º posto (61 punti), tra Hearts e Kilmarnock, qualificandosi per l'Europa League.
- In Scottish Cup viene eliminato ai quarti di finale dal Motherwell (3-0).
- In Scottish League Cup viene eliminato ai quarti di finale dal Motherwell (1-0).
- In Europa League viene eliminato al turno di play-off dai greci dell'AEK Atene (1-2 complessivo).

## Maglie e sponsor
| Casa | Trasferta |

## Rosa
| N. |                        | Ruolo | Calciatore          |
| -- | ---------------------- | ----- | ------------------- |
| 1  | Slovacchia (bandiera)  | P     | Dušan Perniš        |
| 2  | Irlanda (bandiera)     | D     | Seán Dillon         |
| 3  | Scozia (bandiera)      | D     | Paul Dixon          |
| 4  | Scozia (bandiera)      | D     | Scott Severin       |
| 5  | Scozia (bandiera)      | D     | Darren Dods         |
| 6  | Scozia (bandiera)      | C     | Craig Conway        |
| 7  | Scozia (bandiera)      | A     | Ryan Dow            |
| 8  | Scozia (bandiera)      | D     | Scott Robertson     |
| 9  | Irlanda (bandiera)     | A     | Jon Daly (capitano) |
| 10 | Inghilterra (bandiera) | A     | Daniel Cadamarteri  |
| 11 | Scozia (bandiera)      | A     | Johnny Russell      |
| 12 | Scozia (bandiera)      | C     | David Robertson     |
| 13 | Inghilterra (bandiera) | P     | Steve Banks         |
| 14 | Scozia (bandiera)      | C     | Danny Swanson       |

| N. |                       | Ruolo | Calciatore             |
| -- | --------------------- | ----- | ---------------------- |
| 15 | Ghana (bandiera)      | C     | Prince Buaben          |
| 16 | Senegal (bandiera)    | C     | Morgaro Gomis          |
| 17 | Scozia (bandiera)     | D     | Barry Douglas          |
| 18 | Scozia (bandiera)     | D     | Garry Kenneth          |
| 19 | Svizzera (bandiera)   | D     | Mihael Kovačević       |
| 20 | Germania (bandiera)   | A     | Andis Shala            |
| 21 | Germania (bandiera)   | D     | Timothy Van Der Meulen |
| 23 | Scozia (bandiera)     | D     | Keith Watson           |
| 25 | Scozia (bandiera)     | A     | David Goodwillie       |
| 28 | Slovacchia (bandiera) | P     | Filip Mentel           |
| 30 | Scozia (bandiera)     | P     | Derek Dormick          |
| 31 | Scozia (bandiera)     | C     | Scott Allan            |
| 32 | Scozia (bandiera)     | C     | Ryan McCord            |
| 33 | Scozia (bandiera)     | C     | Ross McCord            |

## Risultati

### Europa League
| Arbitro: | Marijo Strahonja |

|  |           |              |
|  | Marcatori | 11’ Djebbour |

| Arbitro: | Libor Kovařik |

|          |           |          |
| Diop 23’ | Marcatori | 78’ Daly |